# LGBT práva v Portugalsku

Duhová mapa Portugalska

Práva leseb, gayů, bisexuálů a translidí  (LGBT) v Portugalsku zažívají v poslední době ohromný vzrůst a jsou dnes považovány za jedny z nejvíce se rozvíjejících ve světě. Po dlouhodobém útlaku během Salazarovy diktatury se stala portugalská společnost jednou z nejvíce akceptujících homosexualitu, která byla dekriminalizována v r. 1982, což je 8 let od Karafiátové revoluce. Portugalsko má rozsáhlé anti-diskriminační zákony a je jednou z mála zemí na světě, která diskriminaci na základě sexuální orientace ústavně zakazuje. Od 5. června 2010 se také stala osmou zemí na světě, která uzákonila stejnopohlavní manželství, ačkoli páry stejného pohlaví nezískaly přístup ke společné adopci, nicméně si mohou adoptovat dítě jako jednotlivci. 1. března 2011 prezident podepsal zákon o změně pohlaví, který je jedním z nejmodernějších na světě, a který proces změny pohlaví a jména translidem zjednodušuje.

## Zákony týkající se stejnopohlavní sexuální aktivity
Stejnopohlavní sexuální aktivita byla prvně dekriminalizována r. 1852, ale pozděje r. 1886 došlo k její rekriminalizaci a Portugalsko se stalo zemí velmi nepřátelskou vůči homosexuálům během diktatury. Toto období trvalo až do r. 1982 kdy byla homosexuální aktivita opět legalizována. Legální věk způsobilosti k pohlavnímu styku byl pro obě orientace sjednocen na 14 let v r. 2007.

## Genderová identita
Diskriminace založená na genderové identitě je podle portugalských zákonů zapovězená. Stát oficiálně uznává právo na změnu pohlaví.
19. ledna 2015 se portugalský parlament rozhodl začlenit genderovou identitu do chráněných oblastí antidiskriminačního zákona pro pracovněprávní vztahy. Od té doby je genderová identita stejně jako sexuální orientace a další chráněné oblasti nedílnou součástí antidiskriminačního jazyka portugalského Pracovního zákoníku.

## Ochrana před diskriminací a zločiny z nenávisti
V r. 2003 byl přijat zákon proti diskriminaci založené na sexuální orientaci v zaměstnání, zejména v těchto třech oblastech: přístup k práci a zaměstnání, ochrana proti diskriminaci v zaměstnání a před sexuálním obtěžováním. Od r. 2004 došlo k novele Ústavy Portugalské republiky zakazující jakoukoli formu diskriminace založené na sexuální orientace, což učinilo Portugalsko jednou z velmi mála zemí na světě, která oficiálně ve svých ústavních zákonech přímo zakazují takovou diskriminaci. Po přijetí nového Trestního zákoníku r. 2007 došlo k posílení anti-diskriminační legislativy. Zákoník obsahuje několik ustanovení ohledně sexuální orientace ve třech následujících aspektech: stejnopohlavní soužití podléhá stejné právní ochraně jako soužití různopohlavní (a to i v oblastech domácího násilí), stejný věk legální způsobilosti k pohlavnímu styku pro stejnopohlavní i různopohlavní sexuální styky, dále vědomí o jiné sexuální orientaci osoby či skupině osob je považováno za přitěžující okolnost u násilných trestných činů, tedy organizování, podporování a podněcování k diskriminaci a násilí na osobě nebo skupině osob založené na jejich odlišné sexuální orientaci (stejný postup jako u diskriminace na základě rasy nebo náboženského vyznání) je trestné.
V r. 2013 schválil parlament návrh zákona, který zahrnul genderovou identitu do ustanovení ohledně zločinů z nenávisti v Trestním zákoníku, který už chrání před diskriminací osoby jiné sexuální orientace od r. 2007.
V r. 2015 se parlament rozhodl jednomyslně o úřední uznání 17. května jako 'Národního dne proti homofobii a transfobii'. V reakci na to se zavázal vynaložit veškeré úsilí v boji proti homofobní a transfobní diskriminaci a to jak na národní, tak i na mezinárodní úrovni.

## Stejnopohlavní soužití
Portugalsko uzákonilo stejnopohlavní soužití 5. května 2001 a stejnopohlavní manželství 5. června 2010. Stejnopohlavní manželství bylo legalizováno jako součást volebního programu vlády José Sócrata, člena Socialistické strany Portugalska za podpory ostatních levicových stran. Homosexuální manželské páry získaly veškerá práva, která mají heterosexuální páry, mimo práva na společné osvojení dětí a přístupu k umělému oplodnění. Nový Trestní zákoník, který vešel v platnost v r. 2007 sjednotil věk způsobilosti k pohlavnímu styku a kriminalizoval domácí násilí ve stejnopohlavních soužitích, tedy vyrovnal jej s trestní sazbou pro různopohlavní páry. Zákon velmi pobouřil konzervativce.

## Adopce a plánování rodiny
Od r. 2016 smějí manželské páry tvořené lidmi stejného pohlaví adoptovat děti. Před tím byla společná adopce dětí pro takové páry nepřípustná, což mělo činit oficiálně neschopnými mít děti, ač zde bylo zaznamenáno několik případů, kdy opatrovnické soudy vyšly žádost homosexuálních párů vstříc.
V minulosti byla Portugalsku uložená pokuta za homofobní rozsudek soudu, který rozhodl v neprospěch gay otce ohledně péče o dceru. Evropský soud pro lidská práva tento případ prozkoumal a rozhodl ve prospěch otce v r. 1999 požadujíc, aby mu byla vrácená rodičovská práva a uložil zemi pokutu. V březnu 2011 prezident podepsal nový zákon o změně pohlaví, který mimo jiné neukládá transsexuálům povinnost sterilizace, tedy nepřímo uznal biologické LGBT rodičovství, což se týká případů lesbických nebo bisexuálních MtF, které mají možnost uložit si své spermie před hormonální a chirurgickou terapií, aby jimi pak následně mohli oplodnit svojí manželku, čímž v naprostém souladu se zákonem dochází ke vzniku homosexuální rodiny s biologickými stejnopohlavními rodiči. Právě toto rozvířilo veřejnou diskusi ohledně uznání plných rodičovských práv LGBT lidí.
17. května 2013 schválil portugalský parlament při prvním čtení zákon, který přiznal homosexuálním párům některá adopční práva. Nedošlo však k plánovánému druhému hlasování a referendum ohledně tohoto problému se stalo diskusním tématem parlamentu. Zákon garantující adopční práva homosexuálním párům, jakož i přístupu k asistované reprodukci pro lesbické páry, byl předložen opozičními levicovými a socialistickými stranami 16. ledna 2015. 22. ledna parlament návrh zamítl.
23. září 2015 předložily levicové strany tvořící většinu v parlamentu návrhy novel zákonů, které by poskytly homosexuálním párům plná adopční práva, včetně přístupu k asistované reprodukci. 20. listopadu 2015 přijal parlament pět takových návrhů při prvním čtení. Návrhy byly pak dány ke schválení Výboru pro ústavní záležitosti, práva a svobody, který je sjednotil v jeden a 16. prosince téhož roku definitivně schválil. 18. prosince 2015 parlament přepracovaný návrh schválil. 25. ledna 2016 den po prezidentských volbách nový prezident Aníbal Cavaco Silva vetoval nový zákon o adopcích. Levicová většina v parlamentu ihned na to oznámila svůj záměr přehlasovat prezidentské veto, což také 10. února 2016 učinila.

## Životní podmínky

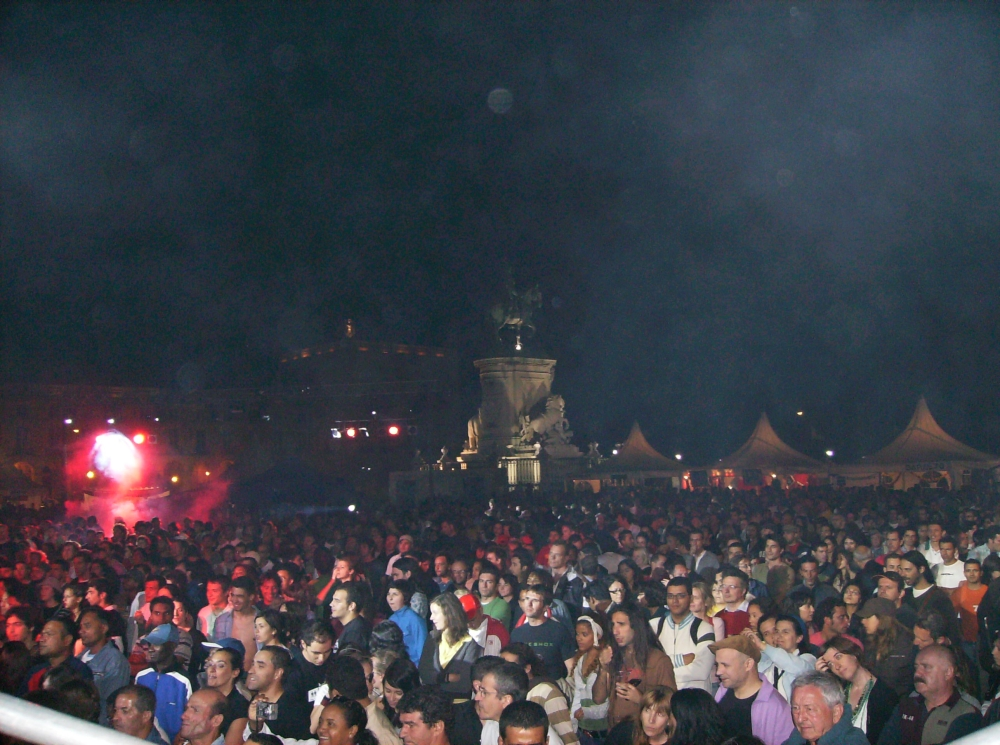
Gay pride v Lisabonu

Ačkoli tu bylo zaznamenány případy předsudků vůči LGBT lidem, tak v Lisabonu je velmi rozvinutá gay scéna , stejně tak i v Portu a dalších hlavních turistických centrech v jižním regionu Algarve, mezi něž patří Faro, Lagos, Albufeira a Tavira s gay bary, restauracemi, nočními kluby a plážemi. V ostatních menších městech a regionech jako jsou Aveiro, Leiria, Coimbra, Braga, Évora a Madeira je gay komunita velmi diskrétní a vesměs málo viditelná. V Lisabonu valná většina LGBT podniků je soustředěná ve čtvrtích Bairro Alto , Príncipe Real  a sousední Chiadu. V Lisabonu a Portu se také každoročně konají festivaly hrdosti s tisíci účastníky a návštěvníky. Lisabon je také hostitelem největšího LGBT filmového festivalu v Evropě. Některé portugalské pláže jsou mezi LGBT komunitou populární, např. 19 Beach, Costa da Caparica a Barril Naturist Beach (neoficiální nuda pláž) nebo Cacela Velha, obě z nich leží v blízkosti města Tavira.

## Veřejné mínění
Eurobarometrické šetření zveřejněné na konci r. 2006 ukázalo, že pouze 30 % Portugalců podporuje stejnopohlavní manželství a 20 % přiznalo homosexuálním párům právo adoptovat děti (Evropský průměr 44 % a 33 %).
Názory na stejnopohlavní manželství se značně změnily r. 2009, když se vedla diskuse ohledně návrhu zákona o genderově-neutrálních manželstvích. Anketa od Universidade Catolica ukázala, že 42 % dotázaných občanů hlasovalo ve prospěch stejnopohlavních manželstvích a jiná šetření od Eurosondagem, Radio Renascenca, SIC TV a Expresso newspaper rovněž odhalily, že 52 % Portugalců je pro stejnopohlavní manželství. Nejnovější výzkum Angus Reid z 11. listopadu 2010 ukázal, že 45,5 % podporuje stejnopohlavní manželství, ale to bylo méně než 49,3 % odpůrců.
Postoj k adopci se v průběhu let nijak významně nezměnil ani poté, co bylo uzákoněno stejnopohlavní manželství: pouze 21,7 % je pro adopci, zatímco 69,4 % je proti. Nicméně během debaty v parlamentu ohledně legalizace společné adopce stejnopohlavními páry došlo k nárůstu podporovatelů adopce dětí.

### Eurobarometr
V níže uvedené taublce je část portugalských respondentů, kteří souhlasili s následujícími tvrzení ve Zvláštním eurobarometrickém šetření z r. 2015 na téma diskriminace. Poslední kolonka ukazuje změnu od Eurobarometru z r. 2006, kdy respondenti zaujímali nepatrně odlišná stanoviska.
| Členská země | „Gayové a lesby by měli mít stejná práva jako heterosexuálové“ | „Na intimním vztahu mezi osobami stejného pohlaví není nic špatného“ | „Stejnopohlavní manželství by mělo být legální v celé Evropě“ | Změna oproti r. 2006 u posledního výroku |
| ------------ | -------------------------------------------------------------- | -------------------------------------------------------------------- | ------------------------------------------------------------- | ---------------------------------------- |
| Portugalsko  | 71%                                                            | 59%                                                                  | 61%                                                           | +32                                      |

## Služba v armádě
Portugalsko umožňuje všem občanům svobodně působit v jeho ozbrojených složkách bez ohledu na sexuální orientaci. Diskriminaci gayů, leseb a bisexuálů v řadách armády je zakázána v ústavě.

## Azylová politika
Od 30. srpna 2008 jsou jiná sexuální orientace nebo genderová identita uznávány v imigračních zákonech jako součást práva na udělení azylu.

## Dárcovství krve
V r. 2010 přistoupil portugalský parlament jednomyslně na petici levicového bloku usilující o povolení homosexuálních a bisexuálních mužů darovat krev. Změna byla kompletně implementovaná do interních předpisů portugalského Krevního institutu v říjnu 2015 s tím, že bude požadovaná roční, minimálně 6měsíční zkušební lhůta. Nicméně v srpnu 2016 se přijetí nových předpisů odložilo až na rok 2017.

## Souhrnný přehled

Neoficiální vlajka portugalské LGBT komunity

| Legální stejnopohlavní styk                                                                 | (mezi lety 1852 do 1886; poté od r. 1982)              |
| Gayové a lesby mohou otevřeně sloužit v armádě                                              | (1999)                                                 |
| Stejnopohlavní soužití                                                                      | (Neregistrované soužití od r. 2001)                    |
| Anti-diskriminační zákony v zaměstnání                                                      | (2003)                                                 |
| Anti-diskriminační zákony v ostatních oblastech                                             | (2004)                                                 |
| Stejný věk legální způsobilosti k pohlavnímu styku pro obě orientace                        | (2007)                                                 |
| Trestné projevy homofobie a transfobie (homofobní a transfobní urážky, zločiny z nenávisti) | (od r. 2007 pro homofobii a od r. 2013 pro transfobii) |
| Stejnopohlavní manželství                                                                   | (2010)                                                 |
| MSM smějí darovat krev                                                                      | (2010)                                                 |
| Schválení veškerých činností týkajících se změn pohlaví (poradenství, terapie a chirurgie)  | (2011)                                                 |
| Možnost změny pohlaví                                                                       | (2011)                                                 |
| Adopce dítěte partnera                                                                      | (2016)                                                 |
| Společná adopce dětí stejnopohlavními páry                                                  | (2016)                                                 |
| Uznání sexuální orientace a genderové identity jak důvod k udělení azylu                    | (2008)                                                 |
| Přístup k umělému oplodnění pro lesby a svobodné ženy                                       | (2016)                                                 |
| Automatické rodičovství obou rodičů po narození                                             | (2016)                                                 |
| Náhradní mateřství pro gay páry                                                             | (zakázáno i pro heterosexuální páry)                   |